# Hidroxilamina
Hidroxilamina é um composto inorgânico de fórmula NH2OH. O material puro é um composto cristalino instável e higroscópico. de qualquer forma, hidroxilamina é quase sempre disponível e usada em solução aquosa. É usada para preparar oximas, um importante grupo funcional. É também um intermediário na nitrificação biológica. A oxidação da amônia (NH3) é mediada pela enzima hidroxilamina oxiredutase (HAO).

## Produção
NH2OH pode ser produzida de várias formas. A principal é pela síntese de Raschig: nitrito de amônio aquoso é reduzido por HSO4− e SO2 a 0 °C para formar o ânion hidroxilamido-N,N-dissulfato:
NH4NO2  +  2 SO2  +  NH3  +  H2O → 2 NH4+ + N(OH)(OSO2)22−
Este ânion é então hidrolisado para (NH3OH)2SO4:
N(OH)(OSO2)22− + H2O → NH(OH)(OSO2)− + HSO4−
2 NH(OH)(OSO2)− + 2 H2O → (NH3OH)2SO4 + SO42-
NH2OH sólido pode ser coletado pelo tratamento com amônia. Sulfato de amônio, (NH4)2SO4, um co-produto insolúvel em amônia líquida, é removido por filtração; a amônialíquida é evaporada para dar o produto desejado.
A reação global é:
2NO2- + 4SO2 + 6H2O + 6NH3 → 4SO42- + 6NH4+ + 2NH2OH
Sais de hidroxilamônio podem ser convertidos a hidroxilamina por neutralização:
(NH3OH)Cl + NaOBu → NH2OH + NaCl + BuOH
Hidroxilamina pode também ser produzida pela redução de ácido nitroso ou nitrito de potássio por bissulfito:
HNO2  +  2 HSO3−  →  N(OH)(OSO2)22−  +  H2O → NH(OH)(OSO2)−  +  HSO4−
NH(OH)(OSO2)− + H3O+ (100 °C/1 h) → NH3(OH)+ + HSO4−

## Reações
Hidroxilamina reage com eletrófilos, tais como agentes alquilantes, os quais podem se ligar ao nitrogênio ou ao oxigênio:
R-X  +  NH2OH  →  R-ONH2  + HX
R-X  +  NH2OH  →  R-NHOH  + HX
A reação de NH2OH com um aldeído ou uma cetona produz uma oxima.
R2C=O  +  NH2OH∙HCl , NaOH  →  R2C=NOH  +  NaCl  + H2O

## Leitura posterior
- Hydroxylamine
- Walters, Michael A. and Andrew B. Hoem. "Hydroxylamine." e-Encyclopedia of Reagents for Organic Synthesis. 2001.
- Schupf Computational Chemistry Lab
- M. W. Rathke A. A. Millard "Boranes in Functionalization of Olefins to Amines: 3-Pinanamine" Organic Syntheses, Coll. Vol. 6, p. 943; Vol. 58, p. 32. (preparação do ácido hidroxilamino-O-sulfônico).